# 62e régiment d'infanterie territoriale
Le 62e régiment d'infanterie territorial est un régiment d'infanterie de l'armée de terre française qui a participé à la Première Guerre mondiale.

## Création et différentes dénominations
Le régiment reçoit son numéro par décret du 19 mars 1875, en prévision de la mobilisation.

## Drapeau
Il ne porte aucune inscription.

## Historique des garnisons, combats et batailles du62eRIT

### Première Guerre mondiale
Garnison: Bourges (Cher)
Affectations :